# Ла Меса (Томатлан)
Ла Меса (шп. La Mesa) насеље је у Мексику у савезној држави Халиско у општини Томатлан. Насеље се налази на надморској висини од 1048 м.

## Становништво
Према подацима из 2010. године у насељу је живело 13 становника.

### Хронологија
| Година       | 2005        | 2010 |
| ------------ | ----------- | ---- |
| Становништво | 22 (14 / 8) | 13   |

### Попис
| # | Индикатор                     | Вредност |
| - | ----------------------------- | -------- |
| 1 | Укупно домаћинстава           | 2        |
| 2 | Укупно насељених домаћинстава | 1        |
| 3 | Величина локације             | 1        |